# Eren Elmalı
Evren Eren Elmalı (Kartal, 7 de julio de 2000) es un futbolista turco que juega de defensa en el Galatasaray S. K. de la Superliga de Turquía.

## Trayectoria
En agosto de 2018 llegó a las categorías inferiores del Kasımpaşa S. K. tras haber pasado siete años en las del Kartalspor. Un año después de su llegada al club ascendió al primer equipo, aunque en la temporada 2019-20 disputó 27 partidos durante su cesión al Silivrispor.
En su regreso al Kasımpaşa S. K. apenas tuvo participación en seis encuentros, pero en la campaña 2021-22, tras la marcha de Oussama Haddadi, su protagonismo fue en aumento y jugó 35 partidos. Sus actuaciones llamaron la atención de la selección nacional y del Trabzonspor, equipo que pagó 3.6 millones de euros en junio de 2022 para ficharlo. Allí disputó 111 encuentros hasta su marcha en febrero de 2025 al Galatasaray S. K.

## Selección nacional
Después de haber jugado cuatro partidos con la selección sub-21 de Turquía, el 7 de junio de 2022 hizo su debut con la absoluta en un encuentro de la Liga de Naciones de la UEFA 2022-23 ante Lituania que ganaron por cero a seis.

## Clubes
| Club                 | País    | Año       |
| -------------------- | ------- | --------- |
| Kasımpaşa S. K.      | Turquía | 2019-2022 |
| Silivrispor (cedido) | Turquía | 2019-2020 |
| Trabzonspor          | Turquía | 2022-2025 |
| Galatasaray S. K.    | Turquía | 2025-     |

## Palmarés

### Títulos nacionales
| Título               | Club              | País    | Año  |
| -------------------- | ----------------- | ------- | ---- |
| Supercopa de Turquía | Trabzonspor       | Turquía | 2022 |
| Copa de Turquía      | Galatasaray S. K. | Turquía | 2025 |
| Superliga de Turquía | Galatasaray S. K. | Turquía | 2025 |